# Коротка історія фотографії
«Коротка історія фотографії» (нім. Kleine Geschichte der Photographie) — есе німецького інтелектуала Вальтера Беньяміна.
Опубліковане у 1931 році у періодичному виданні «Літературний світ». У творі автор описує історію фотографії, аналізує сам феномен фотографії та її вплив на інші види мистецтва, а також говорить про поняття «аури».

## Основні ідеї

###### Поняття «аури»
Одним із ключових понять не лише «Короткої історії фотографії», а й загалом Беньямінової онтології та космології є поняття «аури». Аура за Беньяміном — це одноразовість та невідтворюваність твору мистецтва. У есей він пише:
```
«Аура
 
— дивне сплетіння місця і часу; унікальне відчуття далі, як би при цьому близько предмет не був»
[
1
]
```

Далі він розвитне це поняття у своєму есеї «Мистецький твій у добу його технологічної відтворюваності» (1936).

###### Реакція на фотографію
Щодо винайдення фотографії у тогочасному суспільстві панували різні думки. У своєму есеї Вальтер Беяньмін демонструє, як у консервативних колах на ранню фотографію реагували негативно. У виданні «Лейпцигер Анцайгер» писало:
```
«Прагнення зберегти плинність відображення
 
— справа не тільки неможлива (…), але і одне бажання зробити це
 
— богохульство. Людина створена по образу Божому, а образ Божий не може бути зафіксований ніякою машиною, створеною людськими руками».
[
2
]
```

Проте у 1839 році, пише німецький дослідник, фізик Араго виступив в палаті депутатів як захисник винаходу Дагерра.

###### Фотографія і її особливості
Вальтер Беньямін захоплюється фотографією. Він вбачає в ній щось магічне і нове, щось таке, що раніше не існувало. Він говорить:
```
«Техніка силі надати її твору магічну силу, яку для нас вже ніколи не буде мати намальована картина. (…) Спостерігач відчуває цікавість, що заставляє його шукати в такому зображенні найменшу іскру випадку, тут і тепер, яким дійсність наче пронизала характер зображення…»
[
3
]
```

На думку дослідника новизна фотографії заставляє її зовсім по-іншому грати зі спостерігачем і впливати на нього, аніж інші образотворчі мистецтва:
```
Якщо картини зберігались вдома, то час від часу хтось питав, хто зображений на полотні. Однак за два три покоління ця цікавість згасає; картина зберігається лише як свідчення майстерності митця. З фотографією виникає щось нове і незвичне: в фотографії (…) залишається щось, (…) 
 
що не перестає промовляти до нас…
[
4
]
```

###### Фотографія і природа
Вальтер Беньямін вважає, що «природа, обернута до об'єктиву — це не та природа, що перед нашими очима».
Автор наводить приклад: усі ми маємо уяву про те, як ходить людина, але майже нічого не знаємо про положення тіла людини в ту долю секунди, коли вона лише починає робити крок. Фотографія ж своїми можливостями може спіймати цей момент і показати нам це положення. Фотографія, за словами В.Беньяміна, відкриває нам певне оптичне-несвідоме, схоже до того як сон розповідає про внутрішні несвідомі пориви та переживання.

## Вплив тексту
«Коротка історія фотографії» та інші есеї Вальтера Беньяміна стали класикою теорії фотографії.

## Додаткова література
Аналізує «Коротку історію фотографії» та інші твори Вальтера Беньяміна у своїй книзі «Оповідач і філософ. Вальтер Беньямін» Володимир Єрмоленко.